# Riccardo Visconti
Riccardo Visconti, nació en (Torino, el 8 de octubre de 1998), es un baloncestista italiano que juega en la posición de alero y escolta. Actualmente se encuentra sin equipo, tras haber terminado el vínculo contractual que le unía al Fundación Club Baloncesto Granada.

## Trayectoria profesional
Nacido en Torino, comenzó a jugar al baloncesto a los cuatro años, creciendo en las categorías inferiores de Kolbe Torino, L.A San Mauro Basket y Don Bosco Crocetta. 
En septiembre de 2013, se unió a la estructura del Reyer Venezia Mestre y dos años después hizo su debut en la Lega Basket Serie A, el 19 de abril de 2015, en el partido ganado 90-80 contra el Trento. 
En la temporada 2015-16 ganó el campeonato italiano sub-18 en Pordenone y anotó sus primeros puntos en la Serie A. El 30 de julio de 2016, renovó su contrato por cinco años con el club veneciano, entrando así en la plantilla del primer equipo de forma definitiva, con la que ganaría la Lega Basket Serie A 2016-17.
En la temporada 2017-18, Visconti fue cedido al Scaligera Basket Verona y en las dos siguientes temporadas al Pallacanestro Mantovana, ambos club de la Serie A2.
El 21 de julio de 2020, firmó un contrato de dos años con el New Basket Brindisi de la Lega Basket Serie A.
El 30 de junio de 2022, firmó un contrato por dos años con Victoria Libertas Pesaro de la Lega Basket Serie A.
El 20 de julio de 2024, firmó con el Virtus Bolonia de la Lega Basket Serie A. El 10 de enero de 2025, en el partido ganado ante el Saski Baskonia, debutó en Euroliga. 
El 24 de marzo de 2025, firma por el Coviran Granada de la Liga Endesa hasta el final de la temporada.

### Selección nacional
Disputó el Eurobasket Sub-16 de 2014 y el Eurobasket Sub-18 de 2016, como también el Campeonato Mundial de Baloncesto Sub-19 de 2017, donde los italianos obtuvieron la medalla de plata.
En 2019 integró el equipo italiano que participó de la XXX Universiada de Verano en Nápoles.
Es internacional absoluto desde 2023 con la selección de baloncesto de Italia.